# ブスだってI LOVE YOU
『ブスだってI LOVE YOU』（ブスだってアイラブユー）は、テレビ朝日系で2018年12月28日 0時20分から1時20分（27日深夜）に放送されたテレビドラマ。主演は尼神インター誠子と新川優愛のダブル主演。2016年より同局が若手クリエイターを起用する年末深夜ドラマ「年の瀬〇〇ドラマ」枠での放送。本作は2018年度の「年の瀬ドラマ 第1夜」として放送。

## あらすじ
美容室に勤める川端湯菜乃は、お世辞にも決して美人とはいえず、店長からでさえ「お化けレベル」と蔑まれる始末。だから人並に恋をしたいと思ってはいても、容姿がコンプレックスとなり、なかなか前に進めない。その点、同じ美容室に勤務する年下の町田美里は湯菜乃とは正反対の容姿端麗で美人と来ているから、周りから可愛がられている。そんなある日、姉妹店から助っ人として容姿端麗の男性美容師が来ることになった。「お化けレベル」と蔑まれている湯菜乃は到底自分には相手にならないだろうと遠くから見つめるだけだった。しかし、その後になって美里が男性美容師の誠也と一緒に食事をしている場面に出くわしてしまう。やはり美人は得するとの安易な考えから、湯菜乃は整形手術を受ける決意をする。大金をはたいてまで受けた整形手術ではあったが、何と手術中のミスで顔は元のまま。ショックを受ける湯菜乃ではあったが、その後何故か周りから慕われるようになり、容姿端麗で美人の美里がかつての湯菜乃と同じ境遇に晒されるという奇妙な現象が起きるようになった。

## キャスト
川端湯菜乃
演 - 誠子（尼神インター）
美容室「schritt」で働く美容師。自分の顔にコンプレックスを抱いている。
町田美里
演 - 新川優愛
湯菜乃と同じ美容室で働く美容師。営業終了後も居残り練習をするほどの努力家。
諸星誠也
演 - 岡田龍太郎
姉妹店の美容室から派遣されてきたイケメン美容師。
中村ジュノン
演 - 正名僕蔵
美容室「schritt」の常連客。湯菜乃のよき相談相手。
潤香
演 - 片山萌美
テレビのドラマ番組に登場する女優。
浪夫
演 - 中村優一
テレビのドラマ番組に登場する俳優。

## スタッフ
- 脚本 - 西条みつとし[1]
- 監督 - 本田隆一
- 主題歌 - BoA『AMOR』（avex trax）[4]
- プロデューサー - 藤崎絵三（テレビ朝日）、神通勉（MMJ）、村田泰介（MMJ）
- 制作 - テレビ朝日、MMJ